# 沣河 (渭河)
沣河，是渭河一级支流，黄河二级支流，位于陕西省关中平原中部西安、咸阳地区，流经渭河以南、秦岭以北的狭长平原地带，是渭河中游右岸支流。发源于陕西省西安市长安区秦岭北坡南研子沟，经喂子坪，出沣峪口，先后纳高冠河、太平河、潏（jue，二声）河，向北经过沣惠渠、灵沼乡至高桥乡进入咸阳市境内，与渭河并行向东，在草滩农场西侧流入渭河。全长78公里，流域面积1386平方公里。沣河流域是中华文明的发祥地之一，是所谓的八水绕长安的八条河流之一。西周的丰、镐二京就分别位于沣河的西、东两岸，秦咸阳城、汉长安城也均位于沣渭交汇处。汉唐时期的昆明池也以沣河水系为水源而建。